# Marco Bizzozero
Marco Bizzozero (21 de septiembre de 1974) es un deportista italiano que compitió en remo. Ganó una medalla de bronce en el Campeonato Mundial de Remo de 1998, en la prueba de cuatro con timonel.

## Palmarés internacional
| Campeonato Mundial | Campeonato Mundial | Campeonato Mundial | Campeonato Mundial |
| Año                | Lugar              | Medalla            | Prueba             |
| ------------------ | ------------------ | ------------------ | ------------------ |
| 1998               | Colonia (Alemania) | Medalla de bronce  | Cuatro con timonel |